# 육각별진
육각별진(六角-陳, 영어: magic hexagram)은 육각별에 수를 채워 특정 규칙에 따라 합이 같도록 수를 배치한 것으로, 별진에 속한다.

## 삼각형 칸에 채운 별진
육각별을 12개의 정삼각형으로 나눈 뒤 1부터 12까지 수를 채운 뒤, 일렬로 놓은 5개의 정삼각형의 합이 같은 육각별진은 두가지가 존재한다.

## 점의 수가 많은 육각별진

Magic hexagram with sum 50

Harold Reiter와 David Ritchie가 육각별에 6개의 선을 추가해 19개의 점에 수를 채운 육각별진을 연구하였다.

## 같이 보기
- 마방진
- 육각별
- 별진